# Мендічино
Мендічино (італ. Mendicino, сиц. Minnicinu) — муніципалітет в Італії, у регіоні Калабрія,  провінція Козенца.
Мендічино розташоване на відстані близько 430 км на південний схід від Рима, 55 км на північний захід від Катандзаро, 6 км на південний захід від Козенци.
Населення — 9441 особа (2014).
Покровитель — святий Миколай.

## Демографія
Населення за роками:

Станом на 1 січня 2023 року в муніципалітеті офіційно проживало 207 іноземців з 42 країн, серед них 46 громадян країн Євросоюзу та 15 громадян України.

## Сусідні муніципалітети
- Бельмонте-Калабро
- Каролеї
- Кастроліберо
- Черизано
- Козенца
- Діпіньяно
- Доманіко
- Фьюмефреддо-Бруціо
- Лаго
- Лонгобарді